# Kirá Vyéna
Kirá Vyéna (Kyra Vgena) är en ort i Grekland.   Den ligger i prefekturen Nomós Aitolías kai Akarnanías och regionen Västra Grekland, i den centrala delen av landet, 200 km väster om huvudstaden Aten. Kirá Vyéna ligger 835 meter över havet och antalet invånare är 115.
Terrängen runt Kirá Vyéna är huvudsakligen kuperad, men norrut är den bergig. Runt Kirá Vyéna är det ganska glesbefolkat, med 23 invånare per kvadratkilometer. Närmaste större samhälle är Agrínio, 13,3 km väster om Kirá Vyéna. 